# Tôn Thất Tiết
Tôn Thất Tiết (chữ Hán: 尊室節; sinh năm 1933 tại Huế) là một nhà soạn nhạc người Pháp gốc Việt thuộc dòng nhạc đương đại. Ông đồng thời cũng là một nhà nghiên cứu âm nhạc cổ truyền Việt Nam.

## Sự nghiệp
Năm 1958, Tôn Thất Tiết sang Paris, Pháp để theo học về soạn nhạc tại Học viện Âm nhạc Paris dưới sự hướng dẫn của 2 giáo sư danh tiếng là Jean Rivier và André Jolivet. Nhạc của ông là một sự hòa hợp giữa Đông và Tây phương. Tuy học nhạc Tây phương, ông vẫn tìm âm hưởng nhạc từ triết lý Á Đông, Kinh Dịch, Phật giáo và Ấn Độ giáo. Ngoài ra ông còn lấy cảm hứng từ trường phái lãng mạn của Thi ca Trung Quốc cổ điển, như của Lý Bạch và Vương Duy.
Năm 1993, ông thành lập Hiệp hội Âm nhạc Pháp – Việt (France – Vietnam Music Association) nhắm mục đích giúp phát triển âm nhạc dân tộc. Cuối năm 1994, nhóm các nhạc sĩ Việt Nam tại Pháp như Trần Văn Khê, Nguyễn Thiên Đạo đã bắt đầu chú ý đến việc phục hồi Nhã nhạc cung đình Huế và đã về Việt Nam để dàn dựng một chương trình âm nhạc cung đình. Bằng nỗ lực cá nhân, ông cũng nhận bảo trợ cho các nghệ nhân nhã nhạc và ca trù, và nhờ sự góp sức của ông mà các nghệ nhân có dịp đi trình tấu tại Pháp, Thụy Sĩ, Bỉ, Áo, Hà Lan, Nhật Bản, Hàn Quốc...
Ông là nhà soạn nhạc cho 3 phim của đạo diễn Trần Anh Hùng là Mùi đu đủ xanh (1993), Xích lô (1995) và Mùa hè chiếu thẳng đứng (2000), ngoài ra là bộ phim Mùa len trâu (2004, đạo diễn Nguyễn Võ Nghiêm Minh). Xích lô được trao giải thưởng George Delerue năm 1995 về nhạc phim hay nhất. Ngoài ra, ông cũng viết nhạc cho các đoạn trình tấu ballet của Régine Chopinot: Parole de feu (1995) và Danse du temps (1999) .
Năm 2007, ông cộng tác với đoàn đồng ca Musicatreize ở Pháp, và soạn nhạc cho một ca kịch về cổ tích Việt Nam, thực hiện bởi Tam Quy ("L'arbalète Magique").

## Đời tư
Năm 1977, ông định cư và nhập quốc tịch Pháp.
Con trai ông Tôn Thất An cũng là một nhạc sĩ và nhà soạn nhạc.

## Tác phẩm và giải thưởng

### Tác phẩm[5]
| Năm sáng tác | Tác phẩm                                               | Định dạng, đối tượng                                       | Biểu diễn lần đầu | Nghệ sĩ biểu diễn                                                     | Địa điểm                                                                                | Ghi Chú                                  |
| ------------ | ------------------------------------------------------ | ---------------------------------------------------------- | ----------------- | --------------------------------------------------------------------- | --------------------------------------------------------------------------------------- | ---------------------------------------- |
|              | Công việc không ngày tháng / Œuvre non datée           | Chanan cho violin và piano                                 |                   |                                                                       |                                                                                         | Được sáng tác cho bộ sưu tập "Panorama"  |
| 1965         | Năm bản nhạc cho kèn oboe và piano                     |                                                            | 1966              |                                                                       | Paris                                                                                   |                                          |
| 1965         | Sonata cho độc tấu violin                              |                                                            | 1966              | Bernard Fauchet                                                       |                                                                                         |                                          |
| 1966         | Multi cordi                                            | Dàn nhạc dây                                               | 1969              | Dàn nhạc thính phòng l'ORTF, André Girard                             | Trụ sở của l'ORTF, Paris                                                                | l'ORTF : Đài Phát thanh Truyền hình Pháp |
| 1966         | String Quartet No. 2                                   | Tứ tấu đàn dây                                             | 1967              | Quartet Pro Musica                                                    |                                                                                         |                                          |
| 1967         | Ba Đoản Khúc                                           | Ba đoạn nhạc cho Piano                                     | 1970              |                                                                       | Paris                                                                                   |                                          |
|              | Incarnations structurales (Cấu trúc những sự hóa thân) | sáo, cello (hoặc viola), đàn hạc                           | 1970              | Trio Nordmann                                                         | Paris                                                                                   |                                          |
| Vision II    | Sáo và Piano                                           |                                                            |                   |                                                                       |                                                                                         |                                          |
| 1968         | Tứ đại cảnh                                            | Sáo, kèn ô-boa, clarinette, basson, piano                  |                   | Henriette Puig-Roger, Tứ tấu nhạc cụ gió Paris                        | l'ORTF, Paris                                                                           |                                          |
| 1969         | Hy vọng 267                                            | Tù và kiểu Anh và Harpsichord                              | 1974              | Jean-Claude Malgoire, Danièle Salzer                                  | l'ORTF, Paris                                                                           |                                          |
| 1970         | Hy vọng 14                                             | Tù và Anh, harpsichord và dàn nhạc dây                     | 1971              | Dàn nhạc de l'ORTF, André Girard                                      | Biennale de Paris                                                                       |                                          |
| 1971         | Ngũ Hành 1                                             | Nhạc cụ cổ                                                 | 1973              | Florilegium Musicum de Paris, Jean-Claude Malgoire                    | Nhà hát Paris, buổi hòa nhạc của Domaine Musical                                        |                                          |
| 1972         | Ái Vân 1                                               | đàn harpsichord                                            | 1972              | Blandine Verlet                                                       | l'ORTF                                                                                  |                                          |
| 1972         | Ái Vân 2                                               | Bass recorder và đàn harpsichord                           | 1972              | Jean-Claude Veilhan, Blandine Verlet                                  | l'ORTF                                                                                  |                                          |
| 1973         | Ngũ Hành 2                                             | Dàn giao hưởng                                             | 1974              | Dàn nhạc l'ORTF, Edgar Cosma                                          | l'ORTF                                                                                  |                                          |
| 1973         | Tưởng niệm                                             | Sáo, bộ đôi đàn hạc, viola                                 | 1974              | Tam tấu Debussy, Jacqueline Pierre                                    | Lễ hội mùa hè Paris                                                                     |                                          |
| 1974         | Niệm                                                   | Sáo giọng son và đàn hạc                                   | 1974              | Jacques Royer, Francis Pierre                                         | Lễ hội Gargilesse                                                                       |                                          |
| 1974         | Vô vi                                                  | Dàn nhạc dây                                               | 1975              | Dàn nhạc Đài Phát thanh Pháp, André Girard                            | Đài Phát thanh Pháp                                                                     |                                          |
|              | Ấn tượng                                               | Dàn giao hưởng                                             | 1975              | Alain Bancquart, Dàn nhạc Đài Phát thanh Pháp                         | Đài Phát thanh Pháp                                                                     |                                          |
| 1976         | Chu Kỳ 1                                               | Tam tấu đàn dây                                            | 1978              | Tam tấu dây Paris                                                     | Bảo tàng Guimet, Hiệp hội hợp tác của các nghệ sĩ biểu diễn và nhà soạn nhạc (A.C.I.C.) |                                          |
| 1976         | Chu Kỳ 2                                               | Ngũ tấu gió                                                | 1976              | Tứ tấu Ars Nova, Marius Constant                                      | Liên hoan d'Armagnac                                                                    |                                          |
| 1977         | Bao la                                                 | Clarinet độc tấu                                           | 1978              | Robert Fontaine                                                       | Paris                                                                                   |                                          |
| 1977         | Chu Kỳ 3                                               | Đàn Hạc                                                    | 1977              | Francis Pierre                                                        | Lễ hội đầm lầy                                                                          |                                          |
| 1977         | Chu Kỳ 4                                               | Tứ tấu bộ gõ                                               | 1979              | Tứ tấu gõ Paris                                                       | Đài Phát thanh Pháp,                                                                    |                                          |
| 1978         | Kiem ai                                                | Dàn hợp xướng hỗn hợp, dàn hợp xướng thiếu nhi và dàn nhạc | 1982              | Hợp xướng và dàn nhạc giao hưởng Đài Phát thanh Pháp, Jacques Mercier | Đài Phát thanh Pháp,                                                                    |                                          |
| 1980         | Images lointaines 2                                    | Giọng nữ cao và dàn nhạc                                   | 1981              | Michiko Hirayama, Dàn hợp xướng Lille, Cyril Diederich                | Thành phố Lille                                                                         |                                          |
| 1980         | Trung dzuong (Trùng dương)                             | Piano                                                      | 1981              |                                                                       |                                                                                         |                                          |
| 1981         | Terre-Feu                                              | Độc tấu Viola                                              | 1971              | Theo Adamopoulos                                                      | Saint-Gervais                                                                           |                                          |
| 1982         | Bois-Terre                                             | Cello                                                      | 1983              | Jean Grout                                                            | Phòng trưng bày Ponchettes, lễ hội Manca                                                | Tại Nice                                 |
| 1982         | Métal-Terre-Eau                                        | violin                                                     | 1983              | Charles Frey                                                          | Phòng trưng bày Ponchettes, lễ hội Manca                                                |                                          |
| 1982         | Jeu des cinq éléments I (Ngũ Hành 1)                   | Violin và cello                                            | 1983              | Charles Frey, Jean Grout                                              | Phòng trưng bày Ponchettes, lễ hội Manca                                                |                                          |
| 1982         | Jeu des cinq éléments II (Ngũ Hành 2)                  | pha-gốt                                                    | 1982              | Alexandre Ouzounoff                                                   | Đài Phát thanh Pháp                                                                     |                                          |
| 1983         | Chu kỳ 5                                               | Sáo và tape                                                | 1983              | Sophie Cherrier                                                       | ICRAM (Viện nghiên cứu âm nhạc và âm thanh)                                             |                                          |
| 1984         | Le chant de l’espérance                                | Dàn hợp xướng và hòa tấu nhạc cụ của trẻ em                |                   |                                                                       |                                                                                         |                                          |
| 1984         | Jeu des cinq éléments III (Ngũ hành 3)                 | Tam tấu đàn dây, đàn hạc                                   | 1985              | Frédérique Cambreling, tam tấu dây Paris                              | Đài Phát thanh Pháp                                                                     |                                          |
| 1985         | Concerto cho Violin                                    | Violin                                                     | 1985              | Alain Meunier, Dàn nhạc Côte d'Azur của Cannes, Philippe Bender       | Lễ hội Manca                                                                            |                                          |
| 1986         | Chu kỳ 7                                               | Đàn hạc chính và hòa tấu nhạc cụ                           | 1987              | Marie-Claire Jamet, dàn hòa tấu Intercontemporain, Kent Nagano        | Trung tâm Pompidou                                                                      |                                          |
| 1986         | Strasbourg 85                                          | Organ                                                      | 1988              | Michel Fischer                                                        | Đài Phát thanh Pháp                                                                     |                                          |
| 1987         | Dzao, 9 khúc dạo đầu của harpsichord                   | Harpsichord                                                | 1988              | Jory Vinikour                                                         | Lễ hội mùa hè, Paris                                                                    |                                          |
| 1987         | Les jardins d’autre monde                              | Hòa tấu nhạc cụ                                            | 1988              | Sylvie Beltrando, Luca Pfaff                                          |                                                                                         |                                          |
| 1987         | Trois intermezzi                                       | Ô-boa, bộ gõ, đàn hạc                                      |                   |                                                                       |                                                                                         |                                          |
| 1988         | Doi dzien / Đối diện                                   | sáo tenor, băng (tape),                                    | 1991              | Marjolijn van Roon, lễ hội hòa nhạc Dublin                            | Ireland                                                                                 |                                          |
| 1988         | Kimco                                                  | sáo alto                                                   |                   |                                                                       |                                                                                         |                                          |
| 1988         | Prajna paramita                                        | Nhóm 6 giọng (hoặc hòa tấu giọng hát) và hòa tấu nhạc cụ   | 1988              | Nhóm A sei voci, nhóm Alternance, Sandro Gorli.                       | Lễ hội d’art sacré                                                                      |                                          |
| 1989         | Moments rituels I                                      | Saxophone tenor, bộ gõ và Synthesizer                      | 1990              |                                                                       |                                                                                         |                                          |
| 1989         | Préludes à un dialogue                                 | Bộ đôi guitar                                              | 1989              | Cặp dồi Horreaux-Tréhard                                              | Đài Phát thanh pháp                                                                     |                                          |

### Từ năm 1990
| Năm          | Tác phẩm                                     | Viết cho                                  | Biểu diễn lần đầu                                        | Nghệ sĩ                                                                  | Địa điểm                                 | Ghi chú                           |
| ------------ | -------------------------------------------- | ----------------------------------------- | -------------------------------------------------------- | ------------------------------------------------------------------------ | ---------------------------------------- | --------------------------------- |
| 1990         | Jeu des cinq éléments IV (Ngũ hành 4)        | Violin, cello, piano                      |                                                          |                                                                          |                                          |                                   |
| 1991         | Phong vũ                                     | Tứ tấu dây                                |                                                          |                                                                          |                                          |                                   |
| 1991         | Le chemin du Bouddha, ballet en 4 tableaux   | Dàn nhạc, hợp xướng                       | 1993                                                     | Dàn nhạc quốc gia d'Île-de-France, Jacques Mercier                       | Đài Phát thanh Pháp                      |                                   |
| 1991         | The endless murmuring I                      | Cello, đàn hạc                            | 1993                                                     | Marc-Didier Thirault, Corinne Le Du                                      | Lễ hội mùa hè Gargilesse                 |                                   |
| 1992         | Thuy, lam…Vo                                 | Sáo, đàn hạc                              | 1993                                                     | Judith Hall, Hugh Webb                                                   | Luân Đôn, Vương quốc Anh                 |                                   |
| 1992         | Moments rituels II (Những thời khắc nghi lễ) | Nhóm saxophone                            | 1992                                                     | Nhóm saxophone của Lyon                                                  | Pesaro, Liên hoan saxophone thế giới     |                                   |
| 1993         | Chu kỳ 6                                     | Hợp xướng 12 người                        | 1994                                                     | Hợp xướng Đài Phát thanh Pháp, Guy Reibel                                | Sân khấu Gaveau, Paris                   |                                   |
| 1993         | Trois estampes                               | bộ gõ, tam tấu sáo                        | 1994                                                     | Tam tấu Estampes                                                         | Đài Phát thanh Pháp                      |                                   |
| 1993         | Xuan vu                                      | Cello, piano                              |                                                          |                                                                          |                                          |                                   |
| 1993         | The endless murmuring II                     | Ô-boa, đàn hạc                            |                                                          | Patrick Gallois                                                          | Lễ hội Akiyoshidai , Nhật Bản            |                                   |
| 1993         | Mùi đu đủ xanh                               | Nhạc phim                                 |                                                          |                                                                          | Phim Mùi đu đủ xanh                      |                                   |
|              | Dialogue avec la nature                      | Đôi guitar, dàn nhạc                      | 1995 (bản 1)                                             | Cặp đôiHorreaux-Tréhard, Dàn nhạc Caen, Olivier Cuendot                  | Caen                                     |                                   |
| 1997 (bản 2) | Dialogue avec la nature                      | Đôi guitar, dàn nhạc                      | Horreaux-Tréhard, dàn nhạc Poitou-Charentes, Xavier Rist |                                                                          |                                          |                                   |
| Thu phong    | Piano, Violin                                | 1995                                      | Adèle Auriol, Bernard Fauchet                            | Paris                                                                    |                                          |                                   |
| 1995         | Xích Lô                                      | Nhạc phim                                 |                                                          |                                                                          | Phim Xích Lô                             |                                   |
| 1995         | Suite chorégraphique                         | Nhóm nhạc                                 | 1996                                                     | Các nghệ sĩ độc tấu của dàn nhạc Intercontemporain                       | Trung tâm Georges Pompidou               |                                   |
| 1995         | The endless murmuring III                    | Viola, ô-boa, đàn hạc                     |                                                          |                                                                          |                                          |                                   |
| 1996         | Lang dzu                                     | Clarinet, Cello, viola                    |                                                          |                                                                          |                                          |                                   |
| 1996         | Legends of the Southlands                    | Giọng nữ cao, dàn nhạc, người dẫn chuyện  | 1996                                                     | Sylvaine Davené, Dàn giao hưởng quốc gia d'Île-de-France, Vincent Barthe |                                          |                                   |
| 1996         | Paroles du feu                               | Dàn nhạc, ballet                          |                                                          | Regine Chopinot Atlantic Ballet                                          | Nhà thờ Fromentin, La La Rochelle        |                                   |
| 1997         | Contemplation                                | Viola (alto), dàn nhạc                    | 2008                                                     | Bruno Pasquier, Dàn nhạc giao hưởng nhạc viện, Pierre-Michel Durand      | Boulogne-Billancourt                     |                                   |
| 1997         | Images furtives                              | Cello, piano                              |                                                          |                                                                          |                                          |                                   |
| 1997         | Lang dzu II                                  | Clarinet, viola, cello                    |                                                          |                                                                          |                                          |                                   |
| 1998         | Mémoire de la rivière                        | Tứ tấu dây                                | 1999                                                     | Tứ tấu Rosamunde                                                         | Montpellier, Lễ hội khiêu vũ Montpellier | Phần mở đầu của La danse du temps |
| 1999         | Cycles du temps                              | Lục tấu bộ gõ                             | 1999                                                     | Nhóm bộ gõ của Strasbourg                                                | Đài Phát thanh Pháp                      | Phần thứ 2 của La danse du temps  |
| 1999         | Temps oublié                                 | Tốp ca, Synthesizer                       | 1999                                                     | Guy Reibel, tốp ca Đài Phát thanh Pháp                                   | Montpellier, Lễ hội khiêu vũ Montpellier | Phần 3 của La danse du temps      |
| 1999         | La danse du temps                            | Tứ tấu dây, bộ gõ, nhạc ballet, hợp xướng | 1999                                                     | Ballet Atlantique Régine Chopinot                                        | La Rochelle                              |                                   |
| 1999         | Mùa hè thẳng đứng                            | Nhạc phim                                 |                                                          | Phim Mùa hè thẳng đứng                                                   |                                          |                                   |
| 1999         | La petite souris                             | Đàn hạc                                   |                                                          |                                                                          |                                          |                                   |
| 2000         | Et la rivière chante l’éternité              | Tam tấu dây                               | 2001                                                     | Tam tấu dây Paris                                                        | Đài Phát thanh Pháp                      |                                   |
| 2001         | Images du temps                              | Đàn hạc, ban hòa nhạc                     | 2002                                                     | Philippe Ferro, Ban hòa nhạc của vùng Trung tâm                          | Beaugency                                |                                   |
| 2001         | Les sourires de Bouddha                      | Dàn hợp xướng thính phòng                 | 2001                                                     | Dàn hợp xướng thính phòng Les Éléments                                   | Tarbes                                   |                                   |
| 2001         | Le vent printanier                           | Hợp tấu nhạc cụ                           |                                                          |                                                                          |                                          |                                   |
| 2003         | Vô đề 1                                      | Harpsichord                               |                                                          |                                                                          |                                          |                                   |
| 2003         | Vô đề 2                                      | Đôi piano                                 |                                                          |                                                                          |                                          |                                   |
| 2003         | Jeu des cinq éléments V (Ngũ hành 5)         |                                           | 2003                                                     | Ensemble Berlingot musique d'aujourd'hui                                 | Nantes                                   |                                   |

Ông là tác giả khoảng cách 50 tác phẩm đủ loại, trong đó có: 12 bản cho dàn nhạc, trong ấy có Tứ Đại Cảnh (1968), Hy Vọng (1971), Ngũ Hành (1973), Vô Vi (1974), Ấn Tượng (1974–75), Những Truyền Thuyết Đất Phương Nam (1996); 16 bản cho nhạc phòng, trong ấy có Niệm (1974), Chu Kỳ I, II (1976), III, IV (1977), Phong Vũ (1991), Xuân Vũ (1993); năm bản nhạc hát, trong ấy có Vang Bóng Thời Xưa (1969), Kiêm Ái (1978), Chu Kỳ VI (1993) ..
Ngoài những bản trên, còn những bản nhạc mang tên Pháp như Incarnations structurales (Cấu trúc những sự hóa thân, 1967), Terre–Feu (Đất–Lửa, 1981), Jeu des cinq Éléments (Ngũ hành, 1982), Moments rituels (Những thời khắc nghi lễ, 1992) trong số nhạc thính phòng, Prajna Paramita (Ba la mật da, 1988) trong số nhạc hát. Le chemin de Bouddha (Con đường Đức Phật, 1990–91) là một bản kịch múa .

### Giải thưởng
Ông đã nhận nhiều giải thưởng như giải Lili Boulanger (1972) của Hội SACEM, giải Diễn đàn Quốc tế những Nhà soạn nhạc ở UNESCO (Tribune Internationale des Compositeurs à l’Unesco) (1975), giải Sáng tác của Bộ Văn hóa Pháp (1981) .